# Convair B-36

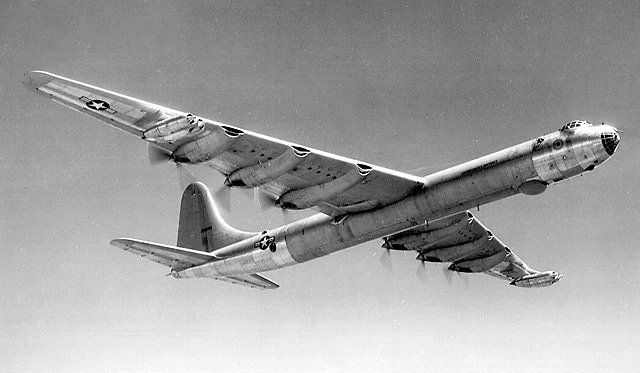
Convair B-36

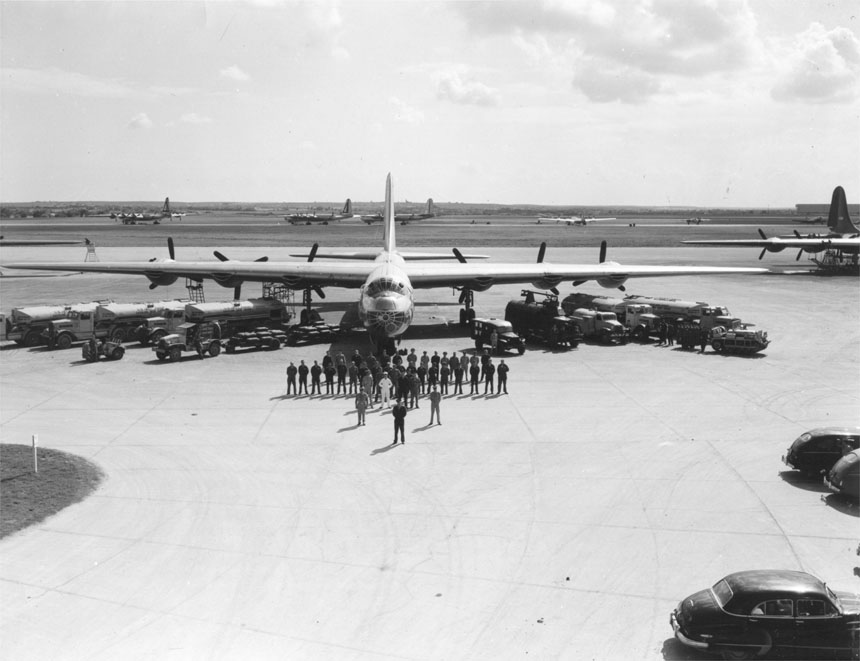
Personalul şi echipamentul necesar pentru a menţine bombardierul în stare operaţională.

Convair B-36 a fost un bombardier strategic construit pentru United States Air Force, primul bombardier operațional cu rază de acțiune cu adevărat intercontinentală. A fost primul vehicul de transport la țintă pentru bomba termonucleară.
Originile sale se află la începutul anului 1941, chiar înainte de intrarea în a Statelor Unite în Al doilea război mondial. Pe atunci, exista teaman printre strategii americani că Marea Brianie risca să fie ocupată de naziști. În acest caz. bombardierele americane nu ar fi putut utiliza bazele situate pe insulă, ci ar fi trebuie să zboare direct din Statele Unite pentru a bombarda Germania. A devenit necesară o nouă genenerație de bombardiere care să poată străbate fără probleme Atlanticul, pentru a putea bombarda ținte în Europa continentală și a se întoarce în siguranță în Statele Unite. United States Army Air Corps a lansat o competiție cu un caiet de sarcini pentru bombardier cu rază de acțiune foarte lungă pe 11 aprilie 1941. Cerințele erau: viteză maximă de 700 km/h, viteză de croazieră de 450 km/h, plafon de serviciu de 15,000 de metri și o rază de acțiune de 18.000 de km. Aceste cerințe nu au putut fi îndeplinite pe termen scurt, așa că în 19 august, 1941 au fost reduse la o rază de acțiune de 16.000 de km, o rază de luptă de 7000 de km, o viteză de croazieră între 390 și 430 km/h și un plafon de 13,000 de metri.